# 253 Eskadra IAF
253 Eskadra (hebr. "Ha'Negew", "Negew") – uderzeniowa eskadra Sił Powietrznych Izraela, bazująca w Ramon w Izraelu.

## Historia
Eskadra została sformowana w 1976 i składała się z 22 samolotów myśliwskich Mirage III i kilku myśliwsko-bombowych Nesher (przeniesione ze 101 Eskadry). W 1982 do eskadry dołączono kilka myśliwców Kfir C-2.
W 1987 do 253 Eskadry zaczęto wprowadzać samoloty wielozadaniowe F-16A/B. Począwszy od 2005 eskadra używa wyłącznie samoloty wielozadaniowe w wersji F-16I.

## Wyposażenie
Na wyposażeniu 253 Eskadry znajdują się następujące samoloty:
- samoloty wielozadaniowe F-16I Sufa.